# Mangelia hiradoensis
Mangelia hiradoensis é uma espécie de gastrópode do gênero Mangelia, pertencente a família Mangeliidae.